# Antoni Roca Várez
Don Antoni Roca i Várez (Maó, 3 de febrer de 1866 - 20 de setembre de 1925, Girona).
Fill únic del doctor Antoni Roca Flaquer i Carmen Várez Triay, va ser batejat com Antoni Blai Domingo Roca i Várez.
El 22 de novembre de 1885, fou matriculat a la carrera de Filosofia i Lletres de la Universitat de Barcelona. Tres anys més tard, el 24 de juny de 1888, obtingué la llicenciatura en Filosofia i Lletres, i el setembre del mateix any viatjà a Madrid per cursar el doctorat.
En tornar a Menorca, Antoni Roca i Várez es dedicà durant uns primers anys a exercí com a professor interí de l'Institut d'Ensenyament Secundari de Maó. Però al senyor Roca mai li interessà especialment la tasca docent, tan sols exercia de professor per guanyar-se la vida. El que realment li agradava fer era cultivar-se llegint i escrivint.
Per altra banda, el senyor Roca va heretar també dels seus avantpassats una curiosa activitat consular. L'any 1900 fou nomenat vice-cònsol de Portugal, títol que mantingué fins que per culpa d'un article publicat al diari monàrquic El Heraldo, en el qual hi feia de director, va provocar la retirada del títol per la república portuguesa. El títol de vice-cònsol portuguès ja abans de Roca Várez, l'havien ostentat el seu pare, l'avi i el besavi.

## La Biblioteca Roca
Amant de les lletres com el seu pare i hereu de la magnífic cronicó Diari de Mahó escrit pel seu avantpassat el Capità Joan Roca Vinent, creà la Biblioteca Roca. A la planta baixa de casa seva, en el carrer Deya núm. 5 de Maó, Antoni Roca i Várez instal·là una magnífica biblioteca a on es passava hores infinites llegint, estudiant i escrivint. Aquesta passió per les lletres portà a Antoni Roca i Várez no tan sols a crear la Biblioteca Roca sinó que també va fer dissenyar un Ex-libris amb l'escut de la família Roca.

## Escriptor i Conferenciant
Va col·laborar amb la Revista de Menorca i al butlletí Guia del Treballador. A la primera hi publicà Ventatjas d'es cultiu de s'Helianthus á Menorca (1908), i al segons hi col·laborà amb diversos escrits. El butlletí Guia del Treballador era l'òrgan d'expressió de l'Ateneu Obrer de Maó, en el qual hi estigué vinculat des de la seva creació i en fou el president de la Secció de Ciències. També formà part de la Junta Local de Salvament de Nàufrags, fou soci de l'Ateneu Científic i participà com a conferenciant a l'Extensió Universitària destacant entre aquestes conferències la titulada Les Costures (1911) on Antoni Roca fa una reflexió sobre el futur de l'educació dels infants visionant el que acabarien essent les guarderies del futur.
El senyor Roca va ser un bohemi com pocs, i entre les seves curiositats trobem que firmava els seus escrits amb pseudònims, de vegades firmava com Otón Navarro y Cieza, anagrama que s'inventà amb les lletres del seu propi nom Antonio Roca y Várez, i d'altres vegades firmava amb el pseudònim de Comte de Torrepolida o simplement C. de T.

## L'Illa d'en Colom

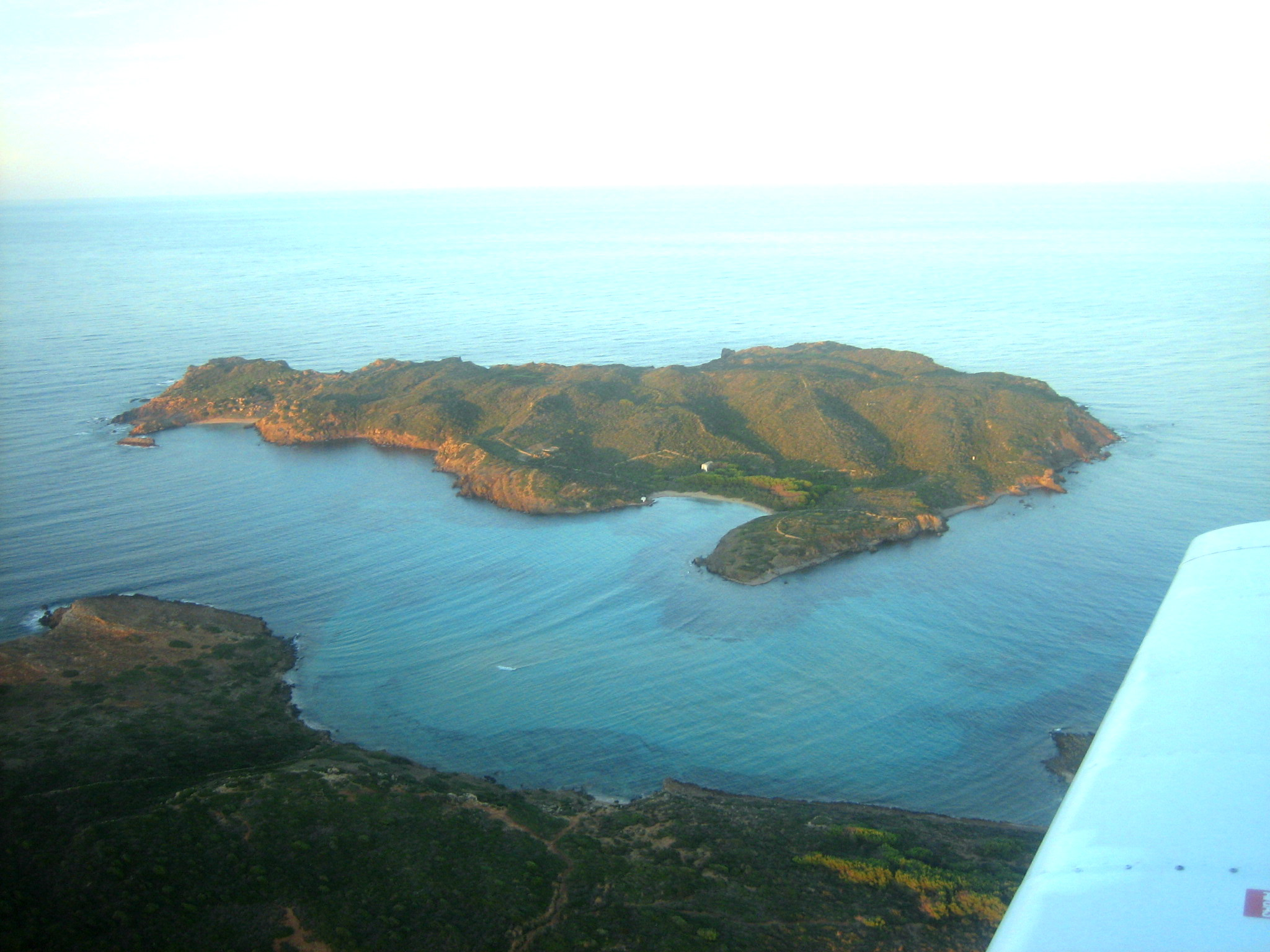
Illa d'en Colom, Menorca

L'any 1904, l'Illa d'en Colom era un lloc menorquí més bé petit (58 Ha) i dolent per l'agricultura i la ramaderia que a ningú interessava, perquè a més tenia la dificultat d'estar envoltat d'aigua. Però Antoni Roca i Várez no ho va veure així i en el moment en què va tenir uns estalvis va fer la compra de l'illot per 7.850 pessetes. Aquesta compra no va ser benvinguda per la seva esposa Magdalena Bofill, és més, la va disgustar molt perquè en un moment en què no els sobraven els diners, la compra de l'illot per ella era un monumental capritx del bohemi del seu marit. Però, tot i així, l'Illa d'en Colom l'any 1904 va passar a ser propietat de la família Roca.
En un principi Antoni Roca i Várez havia comprat l'Illa amb finalitats agrícoles i ramaderes, però a poc a poc la cosa va anar canviant. Antoni Roca i Várez va veure part de negoci en una illa que en principi no havia volgut ningú, de manera que començà explotant una pedrera de pedra de marès que hi havia a la costa oest de l'illot i una mina de plom a la costa est. Res d'això va resultar gaire productiu, de manera que l'illa de poc en poc va acabar convertint-se en la residència d'estiu de la familia Roca.
Actualment l'illot està en venta per uns 5,2 milions d'euros.

## El litòfon
Antoni Roca i Várez era un home amb una gran sensibilitat artística i especialment musical. Posseïa el que musicalment es coneix com a oïda absoluta, oïda capaç de distingir qualsevol nota musical. D'aquesta manera, Antoni Roca i Várez va construir l'anomenat litòfon o piano de pedra. Passejant-se per les seves terres del lloc Llumena Nou al terme municipal d'Alaior (Menorca), va trobar unes pedres planes de diferent mida i gruix que quan les colpejava amb el bastó feien diferents sons. A partir d'aquí se li va ocórrer reunir una sèrie d'aquestes pedres i disposar-les una al costat de l'altra aguantades per pals sorgint així el primer litòfon modern de la història.
Per aconseguir el propòsit, Antoni Roca va haver de retallar, polir o reduir la grandària de les pedres elegides, ordenar-les i col·locar-les damunt d'uns suports especials, i triar acuradament uns petits martells de determinades condicions amb els quals havia de percudir les pedres. El primer litòfon era capaç únicament d'emetre els sons de l'escala diatònica, però fent noves proves i investigacions va aconseguir perfeccionar l'instrument i ampliar-lo perquè fos capaç de donar tots els sons de l'escala cromàtica, la qual cosa el posava en condició de poder executar qualsevol peça musical.

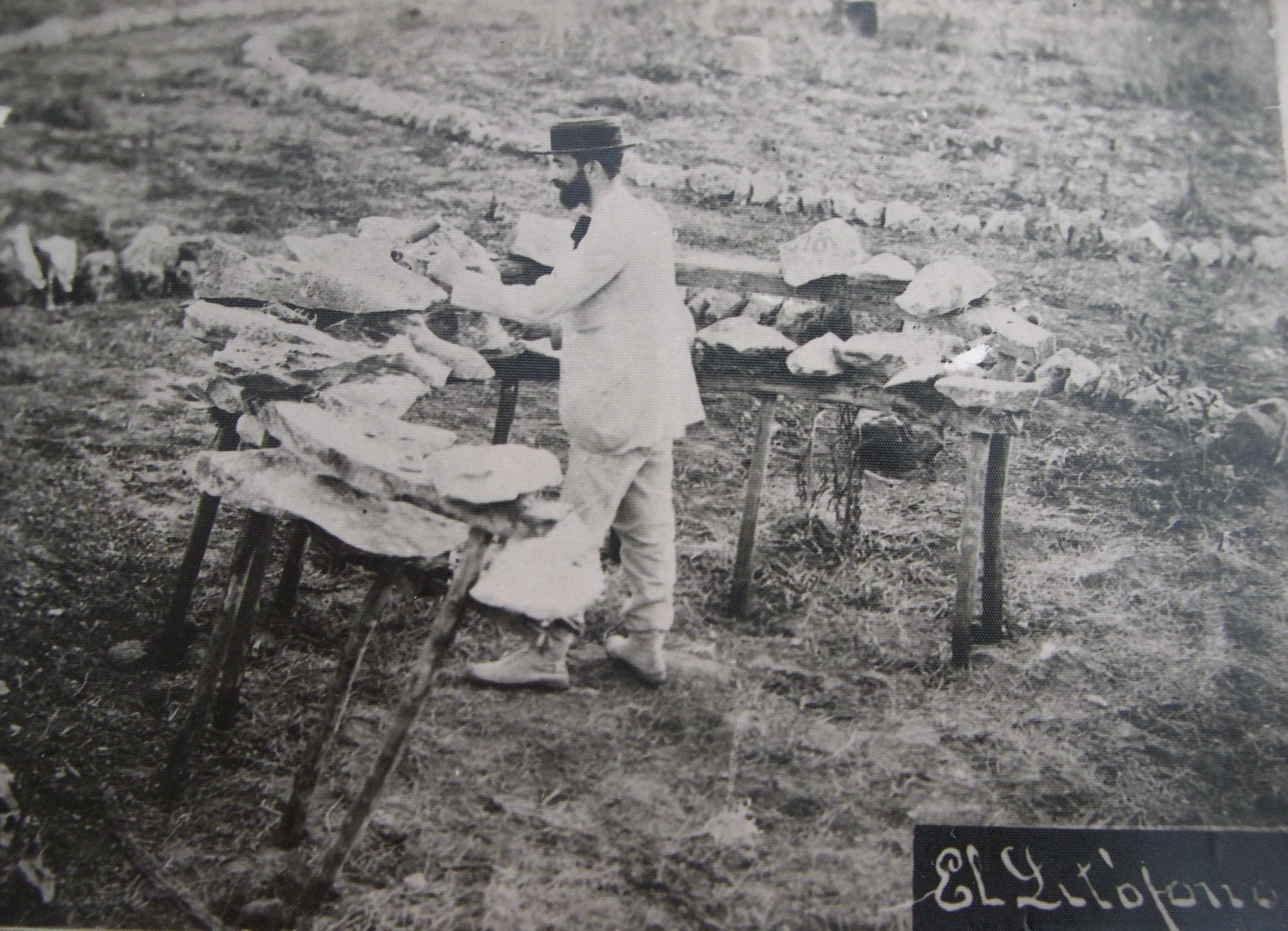
Antoni Roca i Várez tocant el litòfon.

La construcció del litòfon cridà la curiositat de la gent del terme d'Alaior i es té constància d'un escrit que va publicar el diari El Bien Público el 8 de novembre de 1893 que deia: Està cridant l'atenció del veïnat un Litòfon que a la seva finca Torrealta té construït el nostre amic D. Antoni Roca. Dit instrument es compon, com el seu nom indica, de pedres que per mitjà de la percussió comuniquen el seu so, el qual es propaga a llarga distància, permetent sentir-se les seves melodies a dos quilòmetres de distància. Està compost de trenta notes i té d'extensió dos octaves i mitja sobresortint entre elles els baixos. Grups de músics i aficionats surten del poble cap a Torrealta incitats per la curiositat de veure i sentir un instrument per primera vegada en les seves vides, havent merescut l'entusiasta aprovació de tothom fins i tot de Mr. Solberg, que procedent dels Estats Units va passar per l'Illa per visitar els seus monuments. Permetins el Sr. Roca la nostra aprovació pel seu original invent molt merescut, per cert, per tan admirable treball.
La curiositat despertada per l'estrany instrument del Sr. Roca Várez, el va fer decidir a organitzar un concert públic perquè poguessin adonar-se de les possibilitats del litòfon quantes persones ho desitgessin. L'acte, que tingué lloc el capvespre de dia 9 d'agost de 1896 al lloc de Llumena Nou, propietat de l'inventor de l'instrument, es va anunciar a la premsa local. La inusitada expectació va fer que unes mil dues-centes persones fessin el viatge a peu o amb carros i també hi assistiren especialment convidats el Sr. Batle i alguns regidors, així com nombroses persones rellevants d'Alaior i de Maó. A l'hora anunciada va començar l'audició amb interessant programa:
- Primera part: Dunque io son romança de El barbero de Sevilla. El rey que rabió, fantasia. Tarantela, estudi en fa menor sobre el tresillo. Las campanadas, fantasia. Il suo balen ària de Il Trovatore.

- Segona part: Alayor masurca, estudi sobre la refilada. La alballad, estudi en mi b sobre el lligat. Ària de l'òpera Marta. Tarse, estudi sobre octaves. La Mandolinata. Flammarión, estudi de velocitat.

El programa era molt atractiu i l'èxit del concert fou total i molt aplaudit. Uns dies després el senyor Ignacio Gutiérrez, músic i compositor notable, que durant molt anys fou una institució a Alaior, feia una crònica de l'acte amb aquestes paraules: El litòfon reuneix totes les condicions perquè s'executin tota classe de figures, entre elles fins i tot el trino. Hem de fer menció a la gran agilitat, precisió i ajustament amb què el Sr. Roca va executar les peces del programa, les quals van ser acompanyades amb guitarra i d'altres al piano. Alaior pot vanagloriar-se d'haver estat el primer poble de Menorca que ha sentit el litòfon.
Afegia la crònica que aquell capvespre havia estat una vertadera festa popular, fins i tot s'havia instal·lat un servei de refrescs davall un arbre i els intermedis foren amenitzats per un quintet dirigit per Pere Cardona, professor de l'escola de música d'Alaior.
Finalment, l'estiu de 1901, don Antoni Roca i Várez va presentar l'instrument a l'Exposició Partenopea de la ciutat de Nàpols i dia 20 del mateix mes se li va atorgar el premi de la Medalla d'Or per la invenció de l'instrument en qüestió.

## Osca i Girona
Antoni Roca i Várez mai es va interessar per la seva tasca docent però per pressions familiars en un moment en què l'economia de la família no podia seguir el ritme de vida familiar, es va veure obligat a treure's unes oposicions que el destinaren un any a la ciutat d'Osca i posteriorment tres anys més a la de Girona. En aquesta segona ciutat va aconseguir la plaça de Catedràtic de l'Institut General i Tècnic de Girona.
Cap a l'any 1925, a l'edat de 59 anys, Antoni Roca i Várez va contraure malaltia de la que no se'n sortiria. Finalment, la tarda del diumenge dia 20 de setembre de 1925 don Antoni Roca i Várez moria a Girona, i la premsa de Menorca el recordava amb aquestes paraules:
Abans-d'ahir va morir don Antoni Roca Várez, menorquí il·lustrat, persona bondadosa i apreciada, amant com el que més de la nostra roqueta, segons demostrà constantment a l'esfera de la intel·lectualitat, en el periodisme i en l'apostolat de l'ensenyança que exercí aquí primerament i després a l'Institut General i Tècnic de Girona, on la Parca, la sempre terrible Parca, s'ha endut una existència relativament jove, ja que el senyor Roca Várez als 59 anys estava en plena i ostensible manifestació de la seva clara intel·ligència, del seu saber i de la seva cultura.
Van aquestes consideracions a manera de recordatori, perquè el valor intel·lectual i moral de Roca Várez perduraran notoris i valuoses proves. Era tolerant, respectuós pel pensament aliè, persona amb criteri ample i liberal.
Oferim aquesta breu, però ingènua i sentida necrologia com a fondament del pèsem que en associar-nos el sentiment de Menorca, dirigim a la família de don Antoni Roca i Várez.